# Gornji Dragonožec
Gornji Dragonožec falu Zágráb közigazgatási területén Horvátországban, a főváros déli részén. Ma Zágráb Brezovica városnegyedéhez tartozik.

## Fekvése
Zágráb városközpontjától 20 km-re délre, a Vukomerići-dombság északi részén, két patakvölgy közötti magaslaton, Donji Dragonožec és Lipnica között fekszik.

## Története
A település már a 18. században is létezett. Gornji Dragonožec eredetileg magában foglalta a mai Lipnica és Havidić Selo településeket, Srednji Dragonožec pedig külön település volt. 
Az első katonai felmérés térképén „Gorni Draganoszi” és „Szredni Draganoszi” néven található. Lipszky János 1808-ban Budán kiadott repertóriumában „Draganosz (Gornyi)” és „Draganosz (Szrednyi)” néven szerepel. Nagy Lajos 1829-ben kiadott művében „Draganoszecz (Gorni)” és „Draganoszecz (Szredni)” néven találjuk. A 19. század második felétől 1931-ig Dragonožecet egységes településként tartották nyilván, lakosságát is egyben számolták. Zágráb vármegye Szamobori járásához tartozott.
1941 és 1945 között a Független Horvát Állam része volt, majd a szocialista Jugoszlávia fennhatósága alá került. 1948-tól Donji és Gornji Draganožecet újra külön településként tartják nyilván. A korábbi Srednji Draganožec lakosságát Gornji Draganožechez számítják. 1991-től a független Horvátország része. 1991-ben lakosságának 99%-a horvát nemzetiségű volt. 2011-ben 295 lakosa volt.

## Népessége
| Lakosság változása | Lakosság változása | Lakosság változása | Lakosság változása | Lakosság változása | Lakosság változása | Lakosság változása | Lakosság változása | Lakosság változása | Lakosság változása | Lakosság változása | Lakosság változása | Lakosság változása | Lakosság változása | Lakosság változása | Lakosság változása |
| ------------------ | ------------------ | ------------------ | ------------------ | ------------------ | ------------------ | ------------------ | ------------------ | ------------------ | ------------------ | ------------------ | ------------------ | ------------------ | ------------------ | ------------------ | ------------------ |
| 1857               | 1869               | 1880               | 1890               | 1900               | 1910               | 1921               | 1931               | 1948               | 1953               | 1961               | 1971               | 1981               | 1991               | 2001               | 2011               |
| 0                  | 0                  | 0                  | 0                  | 0                  | 0                  | 0                  | 0                  | 183                | 177                | 134                | 129                | 137                | 158                | 246                | 295                |

(1931-ig lakosságát az egységes Dragonožechez számították.)

## Egyesületek
A DVD Dragonožec önkéntes tűzoltó egyesületet 1954-ben alapították. A tűzoltószerház 1983 és 1985 között épült. Az egyesületnek ma 296 tagja van, közülük 42 gyermek, 74 ifjúsági és 180 felnőtt, valamint 71 támogató tag.